# CommuteAir
CommuteAir — региональная авиакомпания Соединённых Штатов Америки со штаб-квартирой в Норт-Олмстеде (Огайо), находится в собственности управляющей компании Champlain Enterprises, Inc.
CommuteAir выполняет более 1600 еженедельных рейсов в более чем 75 пунктов назначения в США и 3 в Мексике на самолетах Embraer ERJ-145 со своих хабов в Денвере, Вашингтонском аэропорту имени Даллеса и Хьюстон Интерконтинентал.
Ранее компания называлась CommutAir до 26 июля 2022 года, когда она юридически изменила свое название, добавив букву «e».

## История
Авиакомпания была образована в 1989 году и начала операционную деятельность 1 августа того же года. Первоначально штаб-квартира компании располагалась в Платтсбурге (штат Нью-Йорк).
До декабря 2000 года CommuteAir работала в рамках партнёрского договора с авиакомпанией US Airways, после отказа US продлять договор CommuteAir заключила код-шеринговое соглашение с другим магистральным авиаперевозчиком Continental Airlines. В июле 2001 года авиакомпания объявила о планах по уменьшению своего воздушного флота и сокращению персонала почти наполовину и планах по полной реструктуризации самой компании.
В начале 2002 года CommuteAir образовала собственный мини-хаб в Олбани (Нью-Йорк), который к 2004 году выполнял роль транзитного узла для рейсов в города Аллентаун, Гаррисберг, Буффало, Рочестер, Сиракьюс, Барлингтон, Манчестер, Портленд, Бангор, Провиденс, Айслип, Хартфорд/Спрингфилд, Уайт-Плейнс, Оттава и Монреаль. Все рейсы выполнялись на самолётах Raytheon Beech 1900D. Из Международного аэропорта Логан в Бостоне была развёрнута маршрутная сеть в города Ратленд, Уайт-Плейнз, Аллентаун, Барлингтон, Скрентон, Айслип, Саранак-Лейк и Платсберг. В результате убыточной, в части региональных авиаперевозок, деятельности филиалов Continental Airlines в Олбани и Бостоне вся маршрутная сеть к 2005 году постепенно сместилась в западном направлении.
В январе 2003 года было между CommuteAir и Continental Airlines было заключено соглашение об использовании в качестве транзитного узла Международного аэропорта Кливленда Хопкинс, деятельность в рамках данного соглашения началась 16 марта 2003 года открытием регулярных рейсов в города Каламазо (Мичиган) и Элмайра (Нью-Йорк). В следующем месяце открылись рейсы ещё в два города и к августу 2003 года CommuteAir имела 12 регулярных маршрутов из аэропорта Кливленда. В мае 2007 года авиакомпания объявила о планах переноса своих рейсов из Платтсбурга в Кливленд.
20 мая 2008 года 107 из 118 пилотов CommuteAir проголосовали за вступление профсоюза авиакомпании в Ассоциацию пилотов авиакомпаний США (ALPA).
2 июня 2008 года авиакомпания Continental Airlines объявила о планируемом в связи с экономическим кризисом сокращения трёх тысяч рабочих мест и закрытии ряда регулярных пассажирских маршрутов. Через неделю компания объявила об исключении с 3 сентября 2008 года некоторых рейсов CommuteAir из своего расписания пассажирских перевозок.
19 января 2023 года хакер Майя Арсон Краймью заявила о взломе веб-серверов компании CommuteAir и получении доступа к системам планирования рейсов и персонала, личным данным сотрудников авиакомпании и копии списка No Fly List правительства США за 2019 год.

## Маршрутная сеть
По состоянию на октябрь 2008 года авиакомпания CommuteAir выполняла рейсы в следующие пункты назначения:

### Международные
- Канада
  - Онтарио
    - Торонто — Международный аэропорт Торонто Пирсон

### Внутренние
- Коннектикут

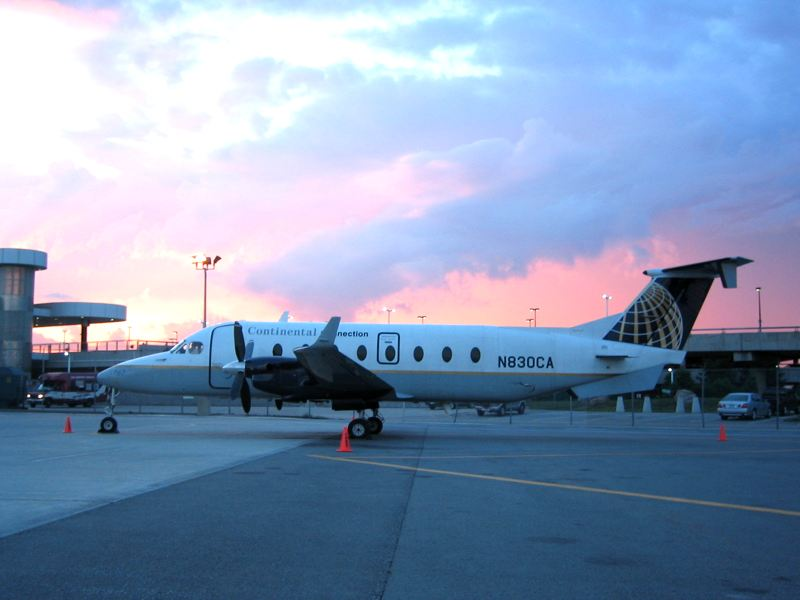
Beechcraft 1900D CommuteAir

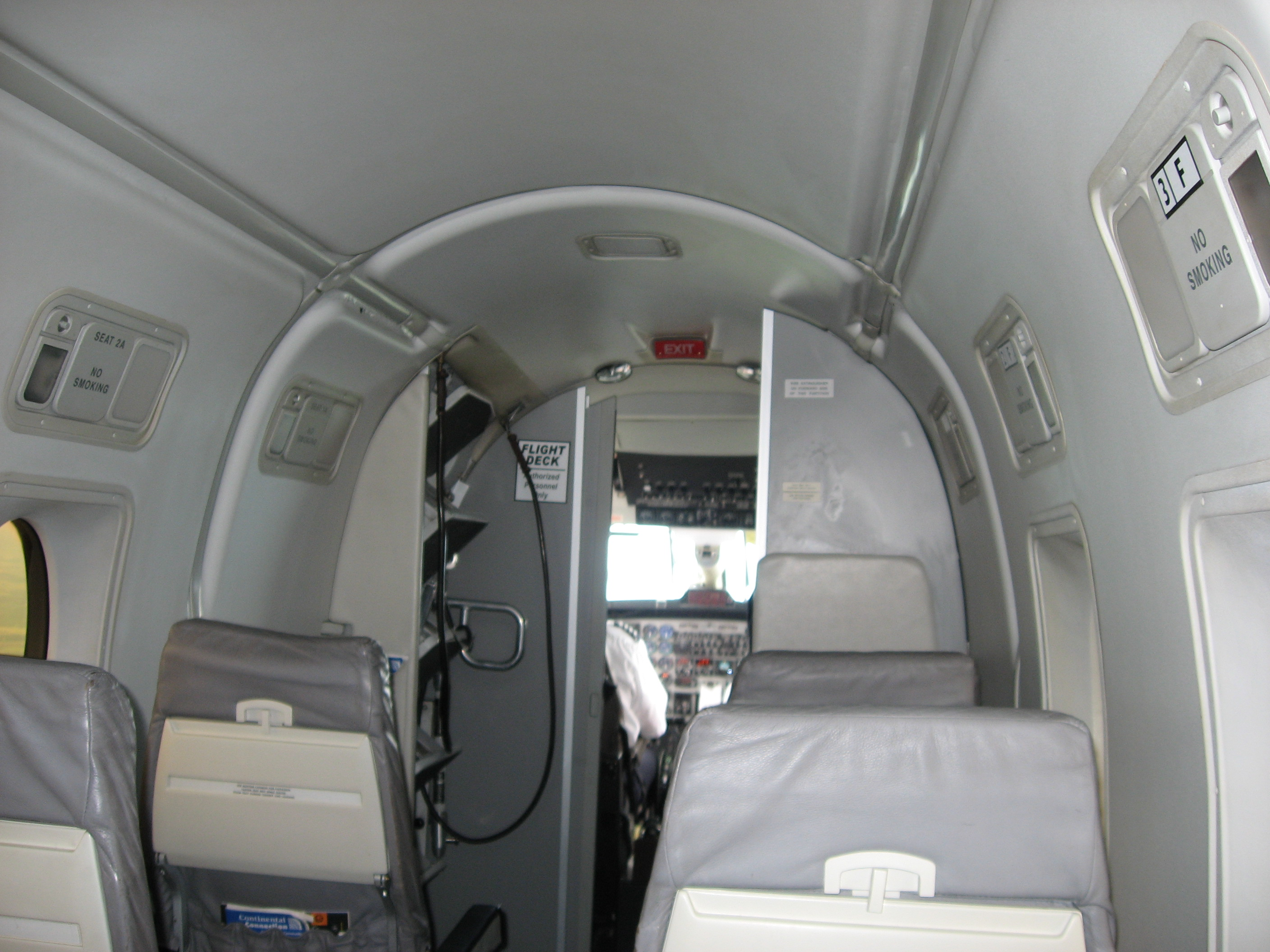
Пассажирский салон Beechcraft 1900D авиакомпании CommuteAir

  - Виндзор-Локс — Международный аэропорт Брэдли
- Индиана
  - Форт-Уэйн — Международный аэропорт Форт-Уэйн
  - Индианаполис — Международный аэропорт Индианаполиса
  - Сауз-Бенд — Региональный аэропорт Сауз-Бенд
- Мичиган
  - Флинт — Международный аэропорт Бишоп
  - Гранд-Рапидс — Международный аэропорт имени Джеральда Р. Форда
- Нью-Йорк
  - Олбани — Международный аэропорт Олбани
  - Буффало — Международный аэропорт Баффало Ниагара
  - Итака — Международный аэропорт Итака Томпкинс
  - Рочестер — Международный аэропорт Рочестер
  - Сиракьюс — Международный аэропорт Сиракьюс Хэнкок
- Нью-Джерси
  - Ньюарк — Международный аэропорт Ньюарк Либерти хаб
- Огайо
  - Кливленд — Международный аэропорт Кливленда Хопкинс хаб
  - Колумбус — Международный аэропорт имени Джона Гленна
  - Дейтон — Международный аэропорт Дейтона имени Джеймса М. Кокса
- Пенсильвания
  - Эри — Международный аэропорт Эри
  - Гаррисберг — Международный аэропорт Гаррисберг
  - Филадельфия — Международный аэропорт Филадельфии
  - Питтсбург — Международный аэропорт Питтсбурга
- Висконсин
  - Мэдисон — Региональный аэропорт округа Дэйн
- Вашингтон
  - Вашингтонский аэропорт имени Даллеса

## Флот авиакомпании
Воздушный флот авиакомпании CommuteAir на декабрь 2022 года составляют следующие самолёты:

### Прежний флот
Ранее CommuteAir эксплуатировала флот из 16 самолётов модели Beechcraft 1900, работавшим под брендом US Airways Express и позднее под брендом Continental Connection:
- Beechcraft 1900C — 1
- Beechcraft 1900D — 15